# Paz de Zanjón

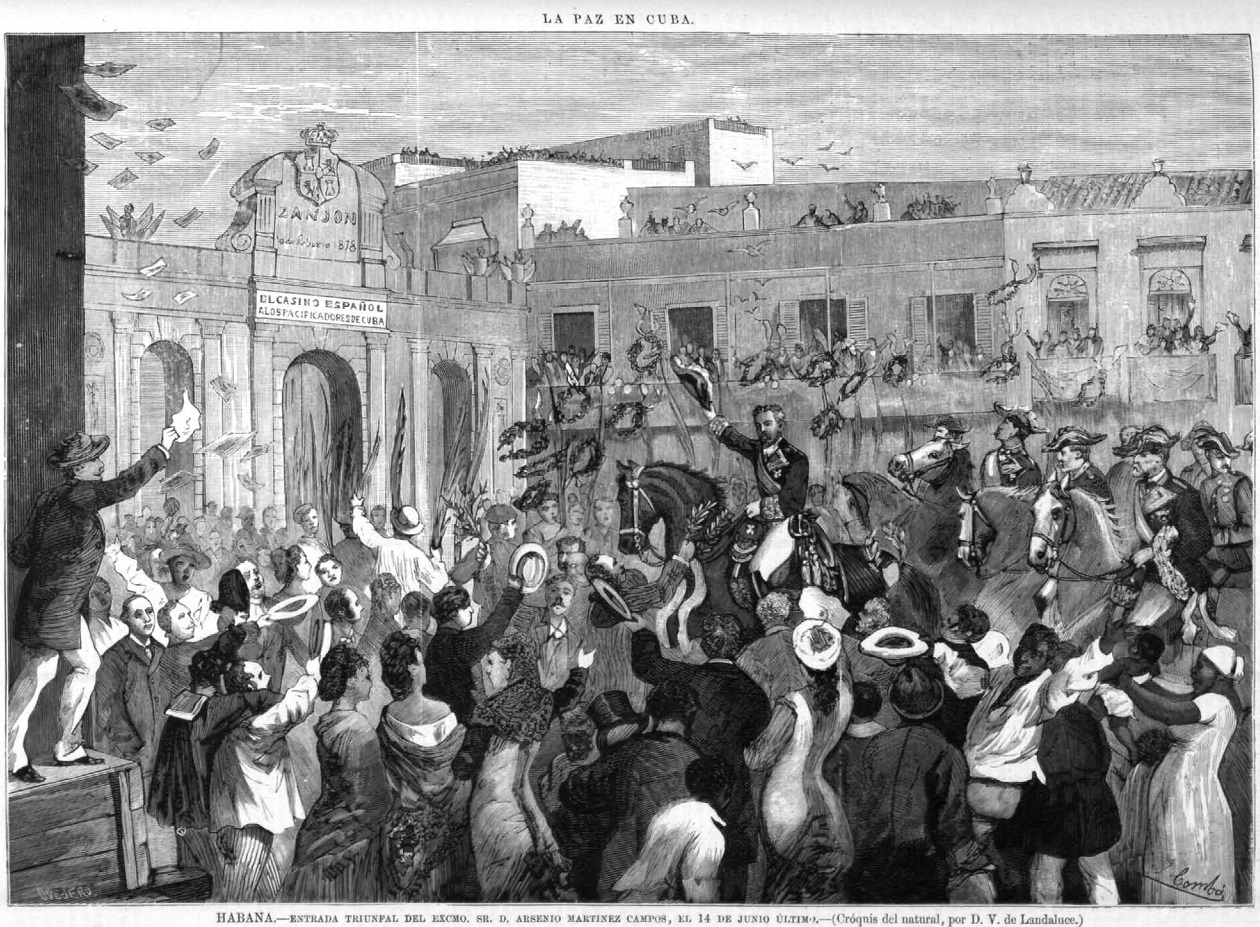
Entrada triunfal del general Martínez Campos en La Habana tras la firma de la paz de Zanjón, que ponía fin a la Guerra de los Diez Años (La Ilustración Española y Americana, 14 de junio de 1878).

Se conoce como Pacto del Zanjón o Paz de Zanjón al tratado firmado el 10 de febrero de 1878 que establece la capitulación del Ejército Libertador cubano frente a las tropas españolas del general Martínez Campos, poniendo fin a la llamada Guerra de los Diez Años (1868-1878).

## Antecedentes

### La expedición enviada desde España al mando del general Martínez Campos

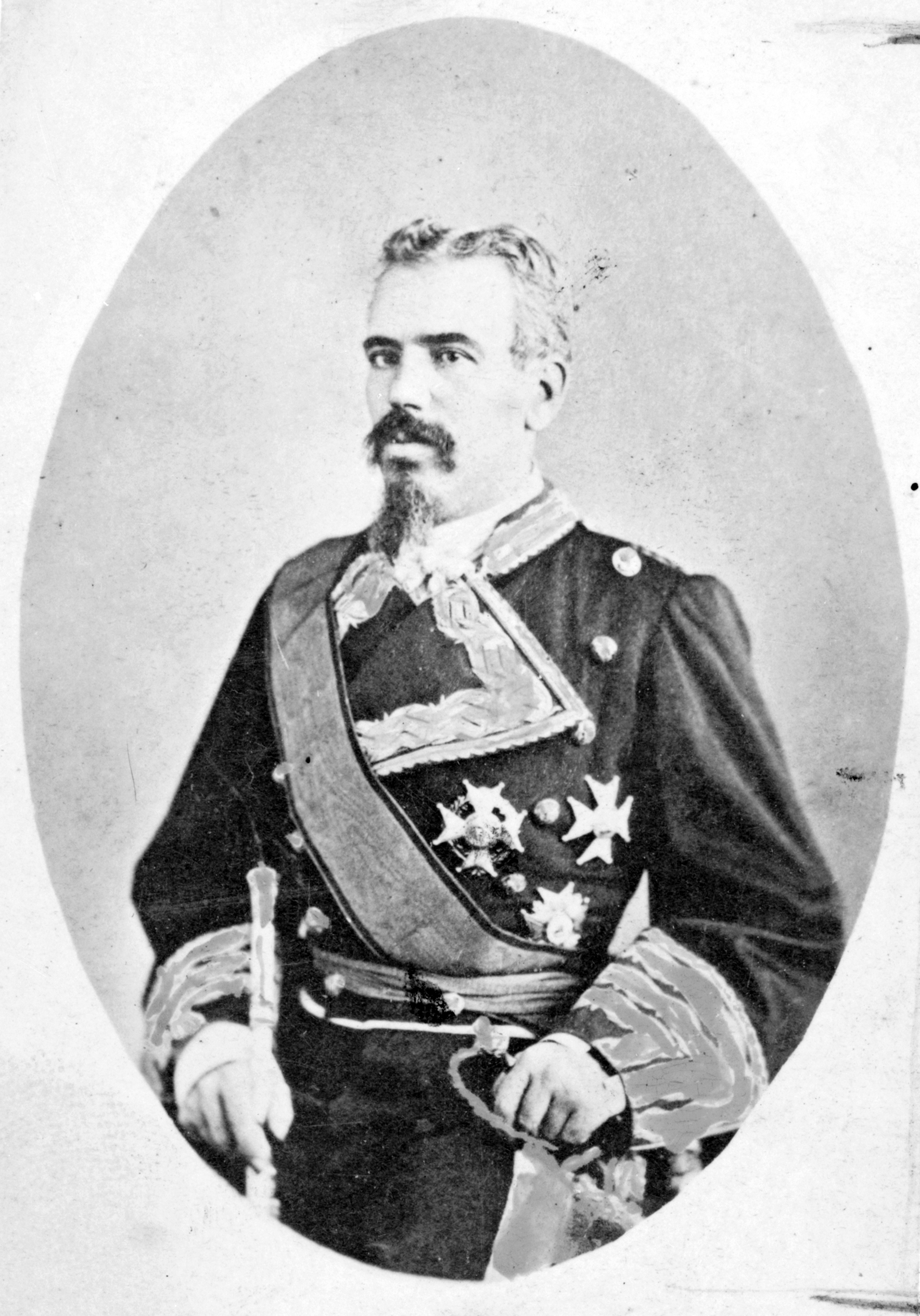
El general Arsenio Martínez Campos.

Tras la victoria en la Tercera Guerra Carlista en febrero de 1876, el gobierno español presidido por el liberal-conservador Antonio Cánovas del Castillo se propuso poner fin a la otra guerra que quedaba pendiente, la de Cuba. Iniciada en octubre de 1868 ya había causado cerca de cien mil muertos, de los cuales más del 90 % lo habían sido por enfermedades. Entre cuarenta y dos mil  y setenta mil soldados fueron enviados a la isla de refuerzo ―para hacer frente a siete mil insurgentes― y se suscribió un empréstito de 200 millones de pesetas con el recién creado Banco Hispano Colonial para financiar la campaña. Al mando de las operaciones fue enviado a la isla el general Martínez Campos que desembarcó en noviembre de 1876. En un intento de reducir el apoyo de la población a los rebeldes ―especialmente de la rural― introdujo normas de carácter humanitario en la actuación de los soldados españoles que comenzaron a dar resultado aprovechando la creciente división interna de aquellos. En una de sus Instrucciones se decía:

La política de atracción ha contribuido notablemente a los buenos resultados obtenidos, reconociendo, muy eficazmente, que en los poblados no se cometa desmán, tropelía ni violencia de ninguna índole; que nada se tome sin pagarlo; que se trate a los paisanos deferentemente y sin atropellos, y que las vidas de los prisioneros sean respetadas; en el concepto de que castigaré rigurosamente cualquier acto atentatorio a la disciplina y buen nombre del Ejército…

### La división de los patriotas cubanos
En el exilio
Antes del estallido de la Guerra del 68, en el territorio de Estados Unidos existía, desde décadas atrás, una emigración insular que había atravesado por los vaivenes ideológicos, anexionista y reformistas. El presidente Carlos Manuel de Céspedes designó en 1869 como agente en el exterior a su vicepresidente, el mayor general Francisco Vicente Aguilera, quien entró en contacto con miembros prominentes de la burguesía esclavista occidental, siendo desplazado por sus dirigentes Miguel Aldama y José Morales Lemus, quienes utilizaron los canales de la labor de la emigración en función de los intereses de clase de su grupo social, entorpeciendo cualquier apoyo a la guerra de independencia.
Céspedes envió un nuevo agente, el mayor general Manuel de Quesada en 1870, lo que determinó la división del grupo dirigente emigrado en dos grandes sectores, los Aldamistas y Quesadistas. El enfrentamiento continuo de ambos sectores provocó la desvinculación de su verdadera proyección histórica, la ayuda a la revolución en Cuba.
Tras la deposición de Céspedes, el nuevo presidente Salvador Cisneros Betancourt designó como su agente en el exterior a Miguel Aldama de tendencia oportunista y contrarrevolucionaria, sin hacer grandes avances en enviar expediciones, las cuales llegaron a ser nulas.
En el Gobierno de la República de Cuba en Armas
El 10 de abril de 1869 en la Asamblea de Guáimaro es elegido presidente Carlos Manuel de Céspedes, el único patriota que tenía una alta madurez política y una visión más amplia y clara del proceso revolucionario iniciado el 10 de octubre. Las decisiones radicales de Céspedes entraron en contradicción con los intereses de clase de un grupo de terratenientes camagüeyanos pertenecientes al gobierno, y estos prepararon una conjura dirigida por Salvador Cisneros Betancourt presidente de la cámara, y depusieron a Céspedes en 1873. A partir de este hecho, surgió una agrupación llamada Los Hermanos del Silencio, Cespedistas, que emplearían la resistencia cívica contra los que depusieron a Céspedes.
Entre el Gobierno y el Ejército Libertador
La forma de gobierno aprobada en la Asamblea de Guáimaro no era la idónea, es decir, una institución civil controlando a la institución militar (ejército libertador). Luego de la deposición de Céspedes, esta contradicción se agravó y provocó una serie de sediciones por parte de fuerzas del ejército libertador contra el gobierno como:
- 1875: Sedición de Lagunas de Varona liderada por el Mayor General Vicente García González, que logró la deposición de Salvador Cisneros Betancourt.
- 1877: Sedición de Santa Rita, apoyada también por el Mayor General Vicente García González, demandando reformas en la institución del gobierno independentista.
- 1877: La creación del Cantón Independiente de Holguín, con gobierno propio y tendencias federalistas.
- 1878: Por último, el gobierno inició las gestiones de paz sin contar con la aprobación de todo el ejército libertador.

El Ejército Libertador
El ejército libertador estaba compuesto por dirigentes y soldados sin experiencia militar, ni madurez política. Una medida acertada de Céspedes fue colocar jefes militares con experiencia (la mayoría extranjeros, como los hermanos Marcano, Máximo Gómez, Modesto Díaz, Thomas Jordan, Carlos Roloff, etc.) en mandos militares y como asesores de los jefes cubanos sin experiencia.
Otras tendencias que afectaron la disciplina y el orden fueron el regionalismo (tropas identificadas con su localidad) y el caudillismo (tropas adictas a un jefe local), las cuales, junto a las sediciones contra el gobierno, provocaron la paralización o fracaso de operaciones militares, como la campaña de Las Villas y la invasión al occidente de la isla, donde no llegaron los refuerzos necesarios, y los generales Máximo Gómez y Antonio Maceo no eran aceptados por los villaclareños influenciados por una sociedad secreta llamada Unidad Republicana.
Dentro del ejército libertador se fomentó el sentimiento de capitulación de jefes y oficiales que debilitaron todavía más la moral y disciplina, y que aceptaron con facilidad el pacto del Zanjón.
Otras causas del fracaso de la guerra del '68 están relacionadas con la falta de recursos para continuar la guerra, la campaña pacificadora del Capitán General Arsenio Martínez Campos y la oposición sistemática del Gobierno de los Estados Unidos al ejército libertador, y su apoyo a España.

## Pacto del Zanjón

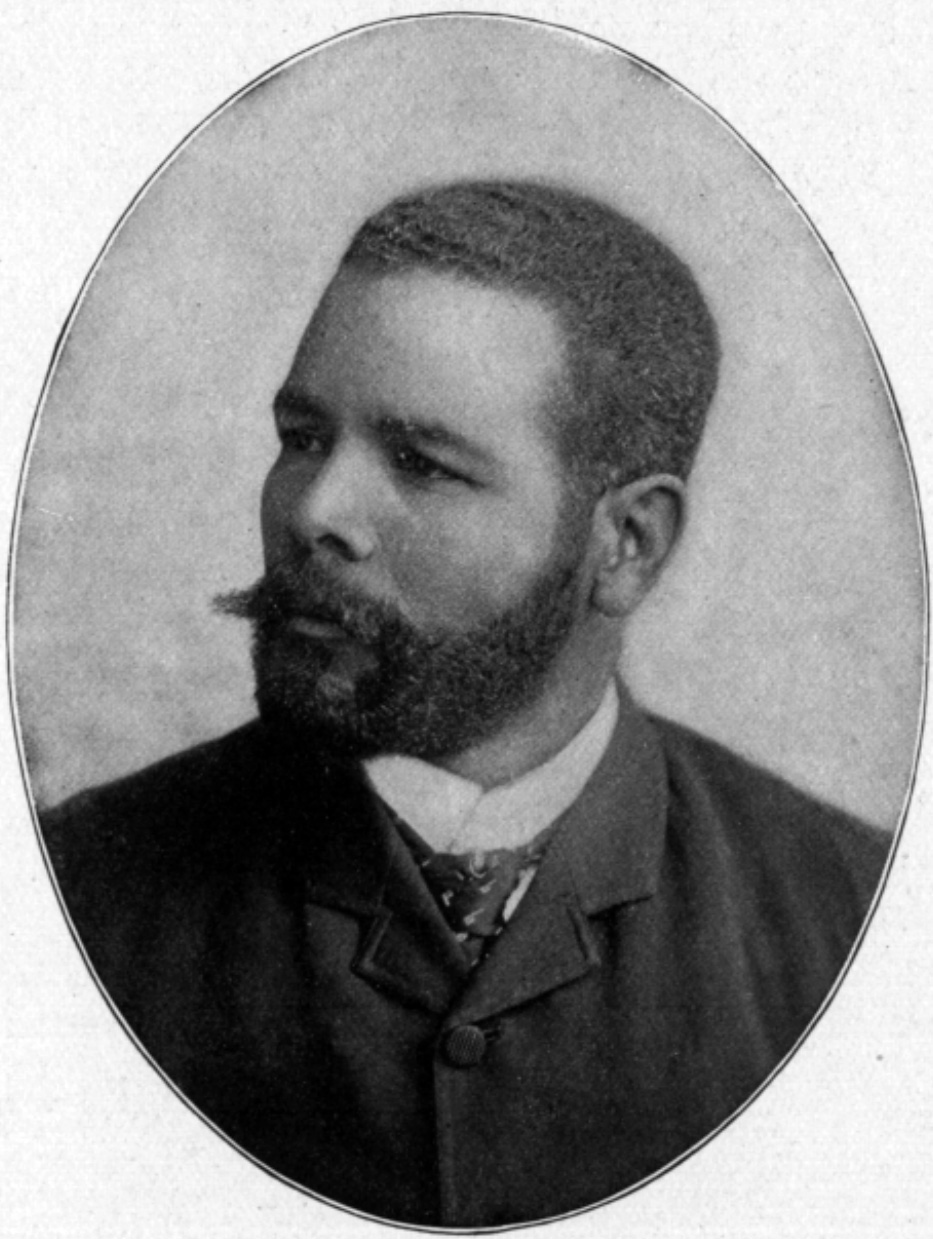
Antonio Maceo Grajales, segundo al mando del ejército independentista cubano. Versión redimensionada del original descargada de la fuente indicada.

El 19 de octubre de 1877 cae prisionero Tomás Estrada Palma, presidente de la República en Armas. De acuerdo al reglamento vigente, el puesto es ocupado por Francisco Javier de Céspedes, quién a su vez fue sustituido por el general Vicente García. Es en este contexto que los jefes militares de la provincia de Camagüey solicitan al general español Arsenio Martínez Campos, una tregua para reorganizarse y continuar la guerra. Pero ya dentro de la Cámara de Representantes se había extendido el escepticismo, y algunos habían perdido la fe en el triunfo. Se procedió a la derogación del decreto Spotorno, que prohibía todo tipo de negociaciones con el enemigo, y el 21 de diciembre, en una reunión con los mandos españoles, se acuerda una tregua.
Después de estas negociaciones, Vicente García asume el cargo de presidente de la República en Armas el 15 de enero de 1878. Se traslada a Camagüey y el 7 de febrero sostiene un encuentro secreto con el general Arsenio Martínez Campos, donde acuerdan realizar una reunión de consulta al pueblo cubano para decidir si se aceptaba la paz sin independencia. La mayoría de los combatientes, desilusionados, decidió suspender las hostilidades. La Cámara de Representantes se autodisolvió para no ir en contra de la Constitución de Guáimaro que prohibía al Gobierno convenios que no contemplaran la independencia.
En el convenio o pacto del Zanjón firmado el 10 de febrero de 1878 había dos «capitulaciones» principales, además de la conservación de la libertad de los esclavos que habían combatido en las filas insurgentes: la primera, la concesión a Cuba de las «mismas condiciones políticas, orgánicas y administrativas de que disfruta la isla de Puerto Rico», lo que implicaba también la abolición de la esclavitud ―en Puerto Rico había sido abolida en marzo de 1873 durante la Primera República española―; la segunda, el «olvido del pasado» sobre los posibles delitos cometidos por ambos bandos a lo largo de los diez años de guerra. De esta forma se puso fin a la contienda, aunque hasta mayo continuaron las hostilidades contra una facción independentista encabezada por Antonio Maceo que no había aceptado el acuerdo y que finalmente se rindió ―Martínez Campos le permitió que se refugiara en Jamaica―.
Hubo dos reivindicaciones de los insurrectos que no fueron aceptadas por Martínez Campos: la «asimilación [de Cuba] a las provincias españolas bajo la Constitución vigente [en España], excepción de las quintas» y la garantía de que el general seguiría en Cuba para asegurar el cumplimiento de lo pactado. A pesar de todo, la «paz de Zanjón» fue vista como el comienzo de una nueva era para la isla, «en la cual fueron asequibles para los cubanos muchas de las libertades formales propias de un Estado liberal». Sin embargo, muchos plantadores y propietarios de esclavos no lo vieron del mismo modo «por parecerles mucho lo que a los enemigos se concedía» y uno de sus representantes la llegó a calificar como «la mil veces maldita paz del Zanjón».

## Fuerzas cubanas que aceptaron el Pacto del Zanjón

### 3cer Cuerpo Las Villas
- El 28 de febrero de 1878 el Brigadier Francisco Jiménez Cortés, jefe de la 1.ª División Villas Orientales, capitula con 245 hombres de tropa en Ojo de Agua, cerca de Sancti Spiritus.
- El 18 de marzo de 1878 capitula el Mayor General Carlos Roloff, jefe del 3.er Cuerpo con el Brigadier Ángel Maestre Corrales, jefe de la 2.ª División Villas occidentales, y parte de la 1.ª División, sumando 478 hombres.

### 2.º Cuerpo Camagüey-Tunas
Capitularon todas las fuerzas de la 1.ª División Camagüey:
- El 28 de febrero de 1878 el Brigadier Gregorio Benítez, jefe de la 1.ª División Camagüey, junto a los brigadieres Rafael Rodríguez Agüero, Manuel Suárez Delgado y Gabriel González Galbán, capitulan con un total de 400 hombres armados en la capital Puerto Príncipe.
- Mayor General Máximo Gómez, exmiembro de la Cámara. Salió al exilio el 6 de marzo.

### 1.erCuerpo Oriente
Capitularon parte de la 1.ª División Bayamo:
De la 2.ª Brigada Bayamo: 
- El 6 de marzo de 1878 el Mayor General Modesto Díaz, jefe del 1.er Cuerpo Oriente, junto al brigadier Juan Fernández Ruz, coroneles Bartolomé Masó, Mariano Domínguez y Francisco Guevara de la brigada Bayamo, capitulan con 60 hombres el 6 de marzo en Yara
- El 6 de marzo de 1878 el Mayor General Luis Figueredo, jefe de la 1.ª División Bayamo, capitula con 110 soldados en Yara.

De la 1.ª Brigada Cuba:
- Los coroneles Benjamín Ramírez, Jacinto Durán, Ismael Céspedes y Matías Vega Alemán en Guisa.
- El comandante y doctor José Enrique Collado con las fuerzas del Cantón Independiente, capitula en Holguín.

Los capitulados hasta abril de 1878 ascendieron a 11 generales, 127 jefes, 426 oficiales, 5887 de tropa y 3567 individuos de familia.

## Fuerzas cubanas que no aceptaron el Pacto del Zanjón

### 3cer Cuerpo (Las Villas)
Prácticamente rendido en casi su totalidad, solo se hallaba en pie de lucha el Coronel Ramón Leocadio Bonachea con fuerzas en la región de la trocha Júcaro-Morón.

### 2.º Cuerpo Camagüey-Tunas
Permanecía el Mayor general Vicente García González, jefe de este cuerpo, con las fuerzas de la 2.ª División Tunas.

### 1.erCuerpo Oriente
De la 1.ª División Bayamo, permanecen fieles las fuerzas correspondientes a:
- 2.ª Brigada Bayamo: solamente la representaban los capitanes Gabriel Liens Cabrera, Joaquín Meriño, Francisco Estrada Estrada, Alejo Macareño, Andrés Saturnino Bazán, etc.
- 1.ª Brigada Cuba: el Coronel Leonardo Mármol, jefe de la disminuida 1.ª Brigada Cuba, junto al coronel Flor Crombet.

De la 2.ª División Guantánamo no tuvo afectaciones: Mayor general Antonio Maceo, jefe de la 2.ª División Guantánamo, lo apoyaban el coronel Arcadio Leyte Vidal de la 1.ª Brigada Holguín Oriental y el coronel Silverio del Prado de la 2.ª Brigada Guantánamo

### Protesta de Baraguá
A pesar de esta situación, el Mayor General Antonio Maceo seguía obteniendo importantes victorias. Al enterarse del convenio, Maceo sostuvo una entrevista con Martínez Campos, realizada el 15 de marzo de 1878. En dicho encuentro, conocido como la Protesta de Baraguá, Antonio Maceo comunicó al general español su desacuerdo con el Pacto del Zanjón, y su decisión de reiniciar la guerra el 23 de marzo.

## La aplicación de lo acordado en la Paz de Zanjón
A partir de mayo de 1878 el gobierno español, presidido por Cánovas, aprobó una serie de decretos en cumplimiento de lo pactado, pero no totalmente, que trasladaron a Cuba la estructura administrativa que tenían las provincias peninsulares, aunque con restricciones importantes y alguna particularidad, como era la figura del gobernador general, dotado de amplios poderes (por ejemplo, nombraba a los alcaldes y a los presidentes de las seis diputaciones provinciales). Además a Cuba se le concedió representación en las Cortes (24 diputados y 16 senadores) y se formaron dos partidos que participaron en las elecciones (por sufragio censitario: solo unos 30 000 varones libres tenían derecho al voto): la Unión Constitucional, partidaria de la plena asimilación de Cuba a España (y que se hizo con la mayoría de la representación parlamentaria y controló ayuntamientos y diputaciones), y el Liberal Autonomista, que propugnaba la concesión de un estatuto de autonomía para la isla. Ambos eran contrarios a la independencia. Inés Roldán de Montaud ha señalado:

Al amparo del artículo 89 de la Constitución, Cánovas dotó a Cuba de un nuevo orden institucional marcadamente centralizador, sujeto a un fuerte control gubernamental y cuajado de reticencias. Así fue como entendió la doctrina de la asimilación... Con las limitaciones señaladas, la Restauración llevó a Cuba las libertades propias del Estado liberal y creó un marco político y administrativo en el que pudieron actuar los partidos y desenvolverse con cierta libertad las asociaciones de diversa naturaleza, cuya constitución en aquel momento puso de manifiesto la existencia de una pujante sociedad civil. En definitiva, se protagonizó entonces en Cuba una revolución jurídica, que sustituyó el viejo derecho del Antiguo Régimen, todavía vigente, por uno más adecuado a las exigencias del Estado liberal burgués. El nuevo orden institucional distaba, desde luego, del de las facultades omnímodas impuesto en 1825. Por más que no respondiese a los compromisos, había un progreso evidente respecto al ordenamiento jurídico-político anterior a 1878.

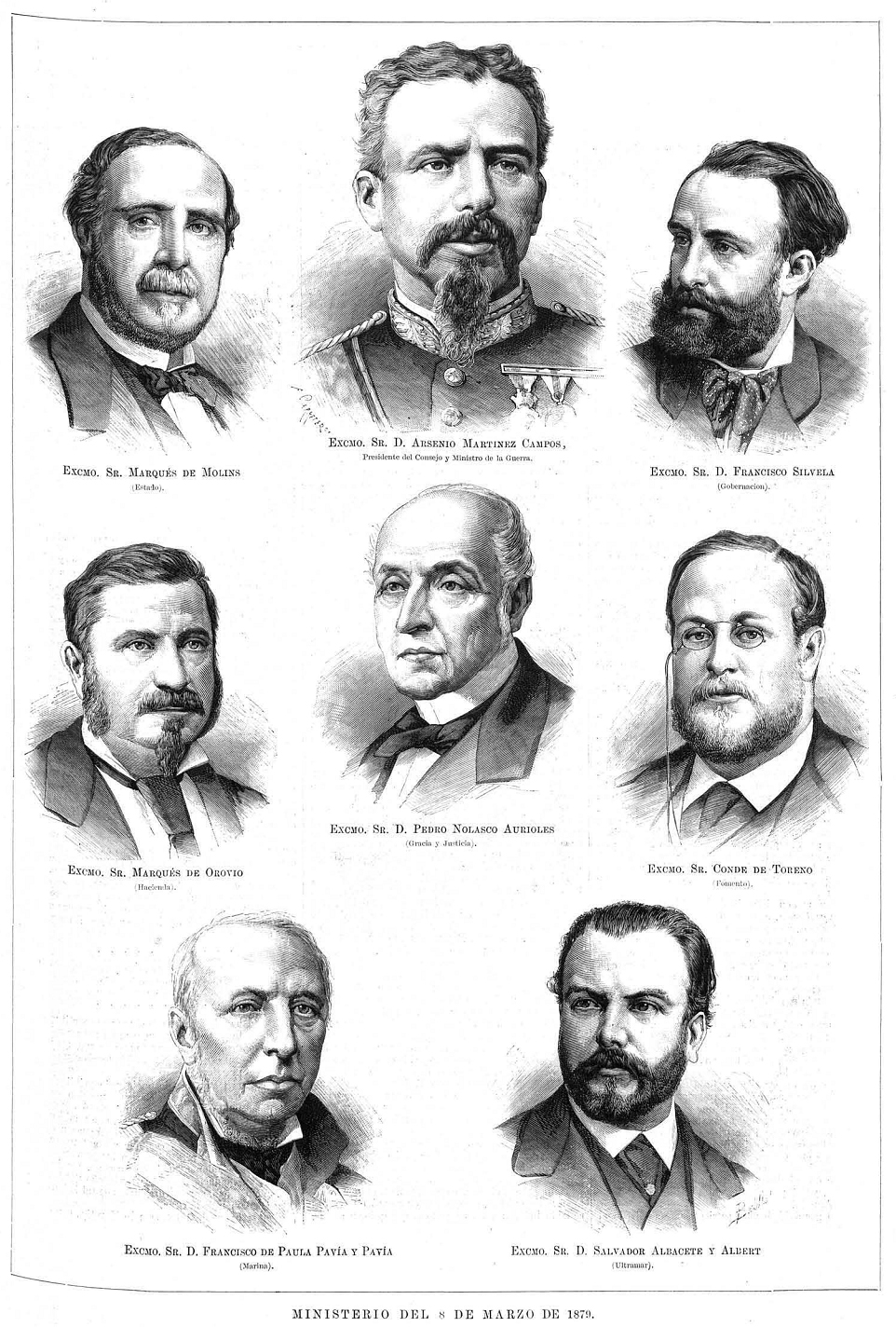
Gobierno presidido por el general Arsenio Martínez Campos (arriba en el centro). Abajo a la derecha Salvador Albacete, ministro de Ultramar.

Mientras tanto en Cuba Martínez Campos, nombrado el 8 de junio de 1878 capitán general y gobernador general (cargo que unió al de general en jefe) y convencido de que sólo la introducción de reformas políticas y económicas podía evitar una nueva insurrección, «adoptó una serie de medidas rebosantes de tolerancia para garantizar la libertad de asociación y reunión, y facilitar la formación de los partidos que canalizaron el debate político. Mostró particular preocupación por resolver los problemas económicos y financieros planteados al finalizar la guerra, y se convirtió en portavoz de los intereses azucareros. Sensible a las necesidades de los hacendados que habían visto descender la producción de azúcar en los últimos años de guerra, reducirse los precios del fruto en el mercado mundial y destruirse buena parte de la riqueza territorial... no tardó en adoptar algunas medidas favorables a los cubanos para rehabilitar aquella economía. [...] Los planteamientos de Martínez Campos y el hecho de que pusiera en vigor interinamente unas reformas que tendían a alterar el régimen de relaciones financieras y comerciales vigente estremecieron al gobierno [español]. No sólo por los efectos presupuestarios que cabía esperar, tanto en Cuba como en España [la reducción de los ingresos de aduanas], sino por la oposición que estaban abocadas a suscitar en influyentes grupos peninsulares, cuyos intereses no podían desatenderse». Fue entonces cuando Cánovas hizo volver a España a Martínez Campos.
Cuando a principios de 1879 el general llegó a Madrid, el rey Alfonso XII, aconsejado por Cánovas que quería lavarse las manos en la aplicación de lo acordado en la Paz de Zanjón y debido al prestigio que se había ganado como pacificador de la Gran Antilla, lo nombró presidente del gobierno. Entre el 20 de abril y el 3 de mayo de 1879 se celebraron elecciones y en las Cortes que salieron de las mismas hubo por primera vez desde 1837 representantes de Cuba. El presidente del Congreso de los Diputados les dio la bienvenida animándoles a intervenir «con sus hermanos de la península en todos los negocios de la monarquía»:

La madre patria los recibe con los brazos abiertos, que hace ya largo tiempo que tenía acordado el derecho de que ahora se posesionan: consignado está en la Constitución, la guerra fratricida impidió su ejercicio, la paz lo facilita, y pues han nacido con la paz, bienvenidos sean a ayudarnos a consolidarla, a armonizar todos los intereses, a crear nuevos vínculos y a persuadir a todos, que la sangre vertida no nos divide, porque todo ha brotado del mismo corazón y antes nos une y estrecha con los lazos del mismo común dolor que inspira.

### La abolición de la esclavitud en Cuba: el «patronato»

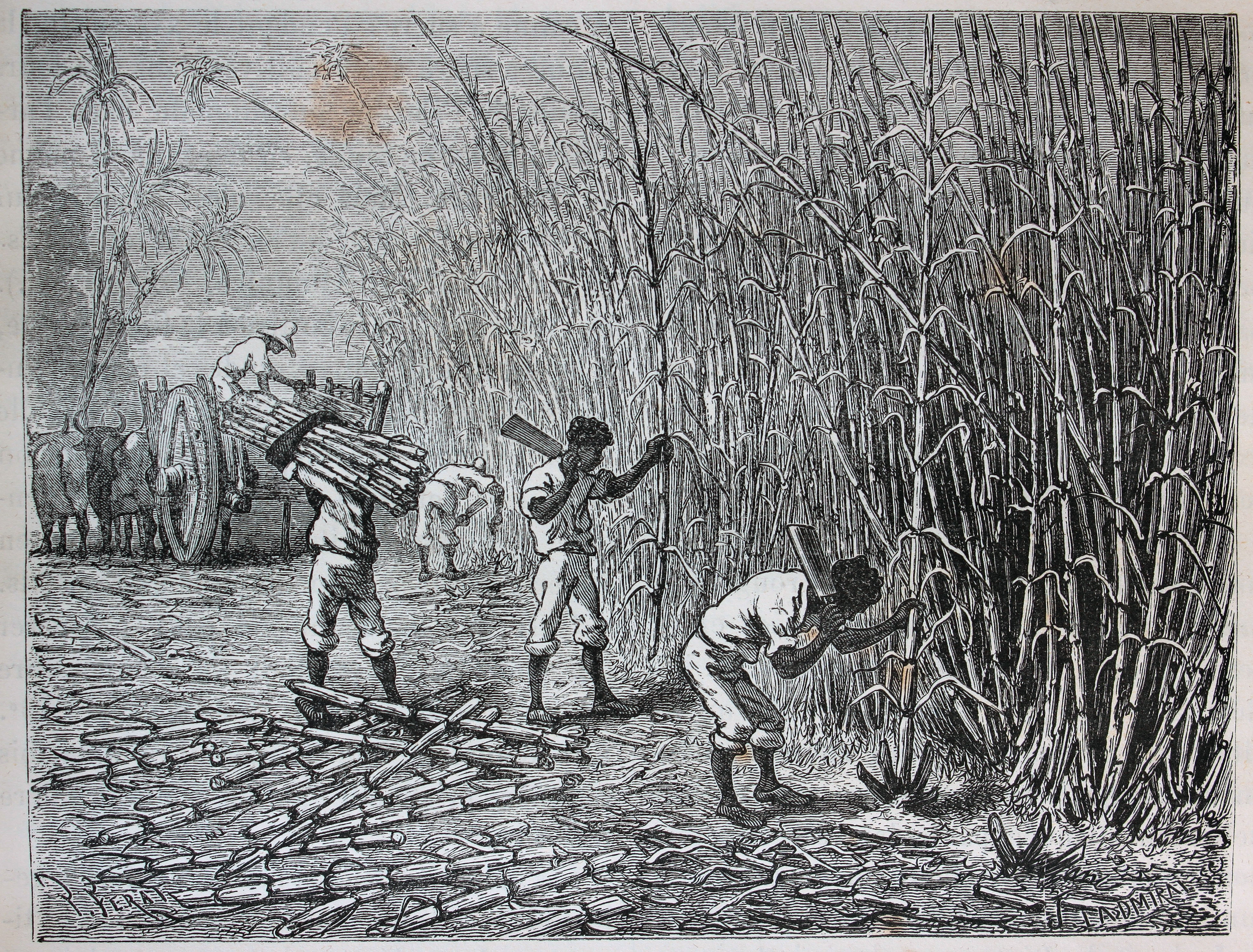
Esclavos trabajando en una plantación de caña de azúcar en Cuba.

En cumplimiento de lo acordado en la paz de Zanjón, el gobierno de Martínez Campos presentó en las Cortes el proyecto de ley de abolición de la esclavitud en Cuba —entonces había en la isla unos doscientos mil esclavos—. El proyecto preveía la liberación de los esclavos pero con una fórmula transitoria ya que a los antiguos dueños se les concedía el «patronato» de sus esclavos durante ocho años, lo que significaba que conservaban el derecho a seguir utilizándolos, aunque obligados a pagarles un salario, vestirlos, alimentarlos, atender sus enfermedades y proporcionar a los niños enseñanza primaria. A pesar de la fórmula propuesta del «patronato», los dueños de las plantaciones y de los ingenios, y sus apoyos políticos en la península, se opusieron al proyecto de ley. El debate parlamentario se aplazó hasta el 5 de diciembre en atención a la preparación de la segunda boda del rey Alfonso XII que se iba a celebrar el 29 de noviembre.
La situación se complicó para Martínez Campos cuando en agosto se produjo un rebrote de la guerra en Cuba con el inicio de la que sería conocida como la «Guerra Chiquita» (que terminaría en diciembre del año siguiente). El general Polavieja que estaba al mando de las tropas españolas en la «Gran Antilla» había escrito en junio al capitán general de Cuba Ramón Blanco y Erenas que «debemos, en mi opinión, en vez de querer impedir a todo trance y en todo tiempo la independencia de Cuba, que vano empeño sería, prepararnos para ella, permaneciendo en la isla solo el tiempo que en ella racionalmente podamos estar y tomar las medidas convenientes para no ser arrojados violentamente con perjuicio de nuestros intereses y mengua de nuestra honra, antes de la época en que amigablemente debamos abandonarla».
Celebrada la boda real, se hicieron patentes las discrepancias en el seno del gobierno sobre el proyecto de ley de abolición de la esclavitud, lo que obligó a Martínez Campos a presentar su dimisión a Alfonso XII el 9 de diciembre. Entonces el rey llamó de nuevo a Cánovas para que formara gobierno. Este se esforzó en restablecer la unidad del partido conservador y finalmente, consciente de que ya no era posible retirarlo, hizo suyo el proyecto de abolición de la esclavitud de Martínez Campos, en lo que al parecer contó con el apoyo del rey —el capitán general de Cuba le había escrito pidiendo que la abolición fuera lo «más amplia y liberal posible en favor del esclavo»—, y a pesar de la oposición que encontró por parte de los esclavistas cubanos de la Unión Constitucional. Tras introducir varias modificaciones en el proyecto de Martínez Campos favorables a los propietarios de esclavos (como el mantenimiento de los castigos corporales, a lo que se opusieron los constitucionales de Sagasta), logró que fuera aprobado en febrero del año siguiente. Los esclavistas consiguieron que el reglamento de aplicación de la ley introdujera todavía mayores restricciones como la aplicación del castigo de «cepo y grillete» a los «patrocinados» que se negaran a trabajar, que abandonaran la plantación sin autorización, promovieran huelgas o desobedecieran las órdenes de los capataces. Con todos estos cambios la Unión Constitucional declaró en agosto de 1880 que aceptaba el sistema del «patronato».